# Shake Shack
Shake Shack Inc är en amerikansk multinationell snabbmatskedja som säljer främst hamburgare men även friterade kycklingbitar, frukost, frusen vaniljkräm, iste, läsk, milkshakes, pommes frites, root beer, varmkorvar, vin och öl. De säljer även hundmat till medhavda hundar. I september 2020 hade de restauranger i 30 amerikanska delstater plus Washington, D.C. samt i länderna Danmark, Bahrain, Filippinerna, Förenade Arabemiraten, Japan, Kina, Kuwait, Mexiko, Oman, Qatar, Saudiarabien, Singapore, Storbritannien, Sydkorea och Turkiet.
Restaurangkedjan har sitt ursprung från år 2000 när staden New York beslutade att rusta upp torget Madison Square och dess park Madison Square Park. Krögaren Daniel Meyer var en av initiativtagarna till att grunda föreningen Madison Square Park Conservancy i syfte att hjälpa staden med utvecklingen av området. Föreningen satte bland annat upp en konstutställning och för att erbjuda förtäring och dryck så anordnade Meyer en mobil korvmoj. Den blev oerhört populär och var kvar fram till 2004. Staden ville dock att det skulle finnas ett permanent gatukök istället för den mobila, Meyer gjorde en pitch och fick öppna en. Det skedde den 12 juni det året. Meyer hade dock inga planer på att gatuköket skulle utvecklas till en restaurangkedja men efter att det visade sig igen att maten blev populär så kom han på andra tankar. I april 2011 inledde man internationell expansion när man öppnade en restaurang i Dubai i Förenade Arabemiraten. Den 30 januari 2015 genomförde Shake Shack en börsintroduktion och dess aktier började handlas på New York Stock Exchange (NYSE).
Huvudkontoret ligger på Manhattan i New York i New York.